# Hubnerius dux
Hubnerius dux là một loài bướm đêm trong họ Noctuidae.